# South Park (videojuego)
South Park es un videojuego de disparos en primera persona basado en las primeras temporadas de la popular serie de televisión del mismo nombre. El videojuego es accionado por el motor de videojuego de Turok 2 y fue publicado en 1998 por Acclaim para PC, Nintendo 64 y PlayStation. Una versión brasileña fue publicado por Gradiente para la consola Nintendo 64. Acclaim ha anunciado una secuela para estrenarse en 2000, sin embargo, este proyecto nunca vio la luz. La publicación en Japón del videojuego fue cancelada después de la recepción negativa en América del Norte.

## Introducción
Un cometa se dirige hacia South Park, causando mutante pavos, vacas asesinas, "Visitantes", los clones gigantes, los juguetes de vida, y los robots que acuden al pequeño pueblo de Colorado. Con un arsenal de armas poco comunes, y guiados por el Chef, Cartman, Kyle, Stan y Kenny deben derrotar a estas fuerzas del mal y detener el impacto del cometa.

## Jugabilidad
South Park es un videojuego de disparos en primera persona en el cual los personajes a escoger son los protagonistas de la serie (Cartman, Kyle, Stan y Kenny). El jugador debe derrotar a una gran variedad de enemigos utilizando las armas variadas que se encuentran en cada etapa.

## Multijugador
En el modo head-to-head, los jugadores pueden seleccionar un nivel, los personajes y el estilo de juego (tiempo limitado, daños limitados, o sin fin). 
Al seleccionar las etapas de gran alcance en el modo de jugador único, se revelan los códigos. Estos pueden ser de entrada en la "Cheesy Poofs Decoder" para desbloquear personajes adicionales para Head-to-play Head.

### Personajes del modo multijugador
- Mr. Mackey
- Chef*
- Mr. Garrison
- Wendy
- Pip
- Visitor*
- Officer Barbrady*
- Terrance
- Phillip
- Dr. Mephisto
- Liane Cartman
- Starvin' Marvin
- Jimbo*
- Ned*
- Big Gay Al*
- Ike
- Shelly**
- Jesus**
- Santa**
- Satan**

(*) Indica que aparecen en el modo historia también. 

(**) Indica que sólo están disponibles en la versión de PC.